# داگلاس رودریگز
داگلاس رودریگز (به پرتغالی: Douglas Freitas Cardozo Rodrigues) مهاجم اهل برزیل است که در شهر سانتو آندره و در تاریخ ۱۶ مارس ۱۹۸۲ به دنیا آمده‌است.
داگلاس رودریگز در تیم‌های فوتبال سانتوس سابقهٔ حضور دارد.